# 列昂尼德·阿巴尔金
列昂尼德·伊万诺维奇·阿巴尔金（俄語：Леони́д Ива́нович Аба́лкин；1930年5月5日—2011年5月2日），俄罗斯经济学家、俄罗斯科学院院士。

## 生平
1930年，列昂尼德·阿巴尔金生于莫斯科。1952年毕业于莫斯科国立经济学院。1986年，成为苏联科学院经济学研究所所长。他曾担任苏联最高苏维埃委员，负责经济工作。后来在戈尔巴乔夫、叶利钦政府中担任顾问。